# Cabaret Noir
Cabaret Noir (VB 91-26-04) is een schimmeltolerant druivenras uit Zwitserland, gekweekt door Valentin Blattner. Het wordt gebruikt voor rode en rosé-wijnen. 
Oorspronkelijk was de druif bekend onder de codenaam VB 91-26-04, later kreeg hij de naam Cabernet Noir. In de herfst van 2017 werd op juridische gronden de naam gewijzigd in Cabaret Noir. 